# Světové jezdecké hry
Světové jezdecké hry jsou hlavní mezinárodní šampionát v jezdectví, který pořádá Mezinárodní jezdecká federace (FEI). Hry se konají od roku 1990 každé čtyři roky, v polovině intervalu mezi letními olympijskými hrami. Před rokem 1990 byly pořádány šampionáty pro každou jezdeckou disciplínu zvlášť, obvykle samostatně v jednotlivých zemích. Moderní Světové jezdecké hry trvají dva týdny, místo konání se střídá po celém světě. Koně a jezdci, kteří soutěží na Světových jezdeckých hrách, prochází přísným výběrovým řízením, všechny zúčastněné země posílají týmy složené z nejlepších jezdců a koní jednotlivých disciplín. V roce 2010 se her zúčastnilo 800 jezdců a koní z 57 zemí světa. Světové jezdecké hry zahrnují 8 z 10 disciplín a to: spřežení, drezura, vytrvalost, military, parajezdectví, reining, parkurové skákání a voltiž. Zbylé dvě disciplíny, horseball a pólo, mají stále samostatné šampionáty.
Světové jezdecké hry 2010 v Lexingtonu v Kentucky se staly vůbec prvními hrami pořádanými mimo Evropu. Jednalo se také o první šampionát pro osm disciplín konající se na jednom místě (Kentucky Horse Park) a první Světové jezdecké hry, které měly sponzora (společnost Alltech zabývající se zdravím a výživou zvířat, se sídlem v nedalekém městě Nicholasville). V klimatizované hale Kentucky Horse Parku byla kapacita 6000 diváků, na venkovním stadionu potom 7500 diváků.

## Místa konání
- 1990 – Stockholm, Švédsko
- 1994 – Haag, Nizozemsko
- 1998 – Řím, Itálie
- 2002 – Jerez de la Frontera, Španělsko
- 2006 – Aachen, Německo
- 2010 – Lexington, Kentucky, Spojené státy americké
- 2014 – Normandie, France
- 2018 – Bromont / Montreal, Kanada